# Hvannadalshnúkur
Met 2.109,6 m is de  Hvannadalshnúkur  het hoogste punt van IJsland. Het is een top op de kraterrand van de vulkaan Öræfajökull, een stratovulkaan die in 1362 een grote en in 1727 een wat kleinere uitbarsting beleefd heeft. De Hvannadalshnúkur en de Öræfajökull maken deel uit van de grote gletsjer Vatnajökull.